# Bernard Comte
Pour les articles homonymes, voir Comte.
Bernard Comte, né le 8 juillet 1930, est un historien français.

## Biographie
Docteur en histoire en 1987, il a été professeur à l’Institut d’études politiques de Lyon et à l’Université Lumière Lyon II. Il a également dirigé le Centre d’histoire religieuse de cette même université nommé Centre André Latreille.
Il s'est intéressé à l'histoire de la Shoah et à la Résistance durant la Seconde Guerre mondiale. Il fait ainsi partie entre 1989 et 1991 de la commission historique, présidée par René Rémond, sur Paul Touvier et l’Église catholique. À la suite de cela, il rédige en 1999, sur demande du président de l’université Lyon II, un rapport historique sur le négationnisme dans les universités lyonnaises,,. Il est plusieurs fois cité sur le site Pratique de l’histoire et dévoiements négationnistes (PHDN) et fait partie des auteurs qui participent à la rédaction du Maitron.
Ses études et ses participations à des travaux collectifs ont également porté sur les institutions de jeunesse sous le régime de Vichy, sur le catholicisme lyonnais et sur la revue Esprit d'Emmanuel Mounier.

## Publications
- Une utopie combattante : l'École des cadres d'Uriage (1940-1942), Paris, Éditions Fayard, « Pour une histoire du XXe siècle », 1991  (ISBN 2-213-02788-9)
- Le génocide nazi et les négationnistes, Villeurbanne, Agir ensemble pour les droits de l'homme, 1991. À lire en ligne sur phdn.org
- L'honneur et la conscience : catholiques français en Résistance, 1940-1944, Paris, Les Éditions de l'Atelier, 1998  (ISBN 2-7082-3386-6)
- L'Université Lyon 2, 1973-2004, Lyon, Presses universitaires de Lyon, 2004  (ISBN 2-7297-0758-1)
- Le père Fraisse (1912-2001) Les combats d’un jésuite foudroyé, Lyon, Laboratoire de recherche historique Rhône-Alpes, 2020  (ISBN 979-10-91592-26-0).